# Нови Зеланд на Светском првенству у атлетици на отвореном 2022.
Нови Зеланд је на 18. Светском првенству у атлетици на отвореном 2022. одржаном у Јуџину  од 15. до 25. јула учествовао осаммнаести пут, односно учествовао је на свим светским првенствима одржаним до данас. Репрезентацију Новог Зеланда представљало је 20 атлетичара (9 мушкараца и 11 жена), који су се такмичили у 15 дисциплина (7 мушких и 8 женских).,
На овом првенству такмичари Новог Зеланда нису освојили ниједну медаљз. У табели успешности према броју и пласману такмичара који су учествовали у финалним такмичењима (првих 8 такмичара) Нови Зеланд је са 3 учесника у финалу делио 40. место са 9 бодова.
| Плас. | Земља       | 1. место | 2. место | 3. место | 4. место | 5. место | 6. место | 7. место | 8. место | Бр. финал. | Бод. |
| ----- | ----------- | -------- | -------- | -------- | -------- | -------- | -------- | -------- | -------- | ---------- | ---- |
| =40.  | Нови Зеланд | 0        | 0        | 0        | 1        | 0        | 0        | 2        | 0        | 3          | 9    |

## Учесници
| Мушкарци: - Еди Осеj-Нкетија — 100 м - Бред Матас — 800 м - Семјуел Танер — 1.500 м - Џорџ Бимиш — 5.000 м - Хемиш Карсон — 5.000 м - Квентин Рев — ходање 20 км - Хамиш Кер — Скок увис - Томас Волш — Бацање кугле - Џеко Гил — Бацање кугле | Жене: - Зое Хобс — 100 м - Џорџија Халс — 200 м - Роузи Елиот — 400 м - Портиа Бинг — 400 м препоне - Оливија Мектагарт — Скок мотком - Имоџен Ејрис — Скок мотком - Мадисон-Ли Веше — Бацање кугле - Лорен Брус — Бацање кладива - Џулија Ратклиф — Бацање кладива - Никол Бредли — Бацање кладива - Тори Питерс — Бацање копља |  |

## Резултати

### Мушкарци
| Атлетичар        | Дисциплина   | Лични рекорд | Предтакмичење | Предтакмичење | Квалификације           | Квалификације | Полуфинале            | Полуфинале           | Финале               | Финале       | Детаљи |
| Атлетичар        | Дисциплина   | Лични рекорд | Резултат      | Место         | Резултат                | Место         | Резултат              | Место                | Резултат             | Место        | Детаљи |
| ---------------- | ------------ | ------------ | ------------- | ------------- | ----------------------- | ------------- | --------------------- | -------------------- | -------------------- | ------------ | ------ |
| Еди Осеj-Нкетија | 100 м        | 10,19        | Слободан      | Слободан      | 10,08 (.078) КВ, НР, ЛР | 2. у гр. 7    | 10,29                 | 7. у гр. 2           | Није се квалификовао | 22 / 67 (71) |        |
| Бред Матас       | 800 м        | 1:46,01      |               |               | 1:47,70                 | 7. у гр 4     | Није се квалификовао  | Није се квалификовао | Није се квалификовао | 32 / 42 (45) |        |
| Семјуел Танер    | 1.500 м      | 3:34,37      | 3:39,33 КВ    | 5. у гр. 3    | 3:36,32                 | 8. у гр. 2    | Нису се квалификовали | 8 / 41 (42)          |                      |              |        |
| Џорџ Бимиш       | 5.000 м      | 13:12,53     | 13:36,86      | 12. у гр. 1   |                         |               | Нису се квалификовали | 23 / 41 (42)         |                      |              |        |
| Хемиш Карсон     | 5.000 м      | 13:17,27     | 13:37,62      | 12. у гр. 2   | 25 / 41 (42)            |               | Нису се квалификовали |                      |                      |              |        |
| Квентин Рев      | 20 км ходање | 1:21:12 НР   |               |               |                         |               |                       |                      | 1:29:19              | 35 / 43 (45) |        |
| Маршал Хол       | Скок увис    | 2,31         |               |               | 2,25                    | 8. у гр. Б    |                       |                      | Није се квалификовао | 14 / 26 (29) |        |
| Томас Волш       | Бацање кугле | 22,90 НР     | 21,44 КВ      | 2. у гр. А    | 22,08                   | 4 / 29 (30)   |                       |                      |                      |              |        |
| Џеко Гил         | Бацање кугле | 21,58        | 21,24 КВ      | 3. у гр. Б    | 21,40                   | 7 / 29 (30)   |                       |                      |                      |              |        |

### Жене
| Атлетичарка       | Дисциплина     | Лични рекорд | Квалификације               | Квалификације      | Полуфинале            | Полуфинале            | Финале                | Финале             | Детаљи |
| Атлетичарка       | Дисциплина     | Лични рекорд | Резултат                    | Место              | Резултат              | Место                 | Резултат              | Место              | Детаљи |
| ----------------- | -------------- | ------------ | --------------------------- | ------------------ | --------------------- | --------------------- | --------------------- | ------------------ | ------ |
| Зое Хобс          | 100 м          | 11,09 НР     | 11,08 (.071) КВ, ОР, НР, ЛР | 2. у гр. 1         | 11,13 (.124)          | 5. у гр. 3            | Није се квалификовала | 14 / 49            |        |
| Џорџија Халс      | 200 м          | 23,17        | 23,46 (.451)                | 6. у гр. 6         | Нису се квалификовале | Нису се квалификовале | Нису се квалификовале | 35 / 44 (45)       |        |
| Роузи Елиот       | 400 м          | 52,59        | 54,92                       | 8. у гр. 6         | Нису се квалификовале | Нису се квалификовале | Нису се квалификовале | 43 / 43            |        |
| Портиа Бинг       | 400 м препоне  | 55,44 НР     | 55,72 (.717) кв             | 5. у гр. 2         | 55,53                 | 6. у гр. 1            | Није се квалификовала | 20 / 36 (37)       |        |
| Оливија Мектагарт | Скок мотком    | 4,65         | 4,50 кв                     | 4. у гр. А         |                       |                       | Без исправог скока    | Без исправог скока |        |
| Имоџен Ејрис      | Скок мотком    | 4,50         | Без исправог скока          | Без исправог скока | Није се квалификовала | Није се квалификовала |                       |                    |        |
| Мадисон-Ли Веше   | Бацање кугле   | 19,10        | 18,96 КВ                    | 3. у гр. А         | 19,50 ЛР              | 7 / 29                |                       |                    |        |
| Лорен Брус        | Бацање кладива | 74,61 НР     | 70,86                       | 7. у гр. А         | Нису се квалификовале | 13 / 30               |                       |                    |        |
| Џулија Ратклиф    | Бацање кладива | 73,55        | 69,96                       | 8. у гр. Б         | Нису се квалификовале | 16 / 30               |                       |                    |        |
| Никол Бредли      | Бацање кладива | 70,45        | 62,88                       | 15. у гр. А        | Нису се квалификовале | 30 / 30               |                       |                    |        |
| Тори Питерс       | Бацање копља   | 62,40 НР     | 53,67                       | 13. у гр. Б        | Нису се квалификовале | 24 / 27 (29)          |                       |                    |        |